# درو باركس
درو باركس (بالإنجليزية: Drew32)‏ هو ملحن ومنتج أسطوانات أمريكي، ولد في 3 ديسمبر 1991 في رويال أوك في الولايات المتحدة.